# Fracció pròpia
Una fracció amb denominador positiu és pròpia quan el seu numerador és més gran o igual que zero i més petit que el denominador.
Tota fracció impròpia es pot expressar de forma única com a suma d'un nombre enter i una fracció pròpia amb el mateix denominador que la fracció donada.
En general una fracció es diu que és pròpia si el seu valor absolut és menor que 1.